# Люк Кейдж
Лу́кас «Люк» Кейдж (англ. Lucas "Luke" Cage), настоящее имя при рождении — Карл Лукас (англ. Carl Lucas), также известен как Силач (англ. Power Man) — персонаж комиксов издательства Marvel.
Принимал участие в повторном эксперименте суперсолдата при помощи специальной сыворотки, после чего стал неуязвимым к любым физическим воздействиям, кроме повреждений, наносимых предметами из адамантия. Так как Люк вырос на улице, его стиль поведения и боя похож на уличную субкультуру. Осознал предназначение своей силы и стал помогать людям, часто возвращая полученные в награду деньги.

## Краткая биография и история
Карл Лукас был сложным подростком, так как вырос в самом опасном и преступном районе Нью-Йорка — в Гарлеме. У него был лучший друг Уиллис Страйкер. Поначалу они оба были воришками и занимались мелкими грабежами, пока не выросли. Оба изменились и оба влюбились в одну и ту же девушку Реву Коннорс.
Узнав о чувствах Карла к Реве, Уиллис подсунул в его квартиру наркотики и сообщил в полицию, что Карл якобы торгует ими. Карл попал в тюрьму, где ему предложили смягчить наказание, если он согласится на участие в эксперименте «Сверхчеловек». Карл согласился, но охранник-расист, сразу невзлюбивший его, во время опыта вывел из строя приборы и сорвал эксперимент.
В результате действий охранника в лаборатории прогремел взрыв. Карл Лукас не погиб, а стал обладателем огромной силы и неуязвимости. С лёгкостью пробив кулаком бетонную стену, он убежал и скрылся. На утро полицейские обнаружили рубашку Лукаса с дырками от пуль и решили, что он мёртв. Чтобы скрываться, будучи на свободе, он взял себе новое имя — Люк Кейдж.
Случайно увидев однажды, как вор грабит ресторан, Люк поймал вора и вернул награбленное. Хозяин ресторана щедро наградил его, и тогда ему в голову пришла блестящая мысль: вместе со своим другом Дэнни Рэндом он организовал единственное в городе агентство «Герои по найму».
Спустя продолжительное время Люк стал участником Новых Мстителей. Во время Гражданской войны он был одним из главных сторонников Капитана Америки и после смерти легендарного героя продолжил его дело. Позже Стив Роджерс (бывший Капитан Америка) предложил ему возглавить команду Громовержцев, и он согласился.

## Силы и способности
- Сверхсила: может поднять свыше 25 тонн.
- Сверхпрочность: кожу можно пробить только оружием из адамантия..
- Устойчивость к сверхвысоким температурам.
- Регенерация: кожа Люка легко переносит открытые ранения (хотя нанести их ему очень сложно).
- Сверхловкость и подвижность: способен увернуться от пули, поймать Демона скорости, совершить прыжок на несколько километров, обогнать автомобиль.
- Сверхвыносливость: не нуждается в жизненно важных ресурсах, способен сражаться очень длительное время без перерыва.

## Альтернативные версии

### Marvel Noir
Во вселенной Marvel Noir Люк Кейдж — бывший преступник, использующий свою пуленепробиваемую репутацию, чтобы наладить свою жизнь и очистить окрестности после нахождения в тюрьме.

### Ultimate Marvel
Другая версия Силача появляется во вселенной Ultimate Marvel в качестве одного из членов Защитников, однако он никогда не был упомянут как «Люк Кейдж». В этой вселенной общность Защитники состоит из нескольких людей, которые мечтали стать супергероями, но изначально не обладали никакими сверхчеловеческими способностями, их волновала слава, а не геройская деятельность, пока в Ultimate Comics: New Ultimates Локи не даровал им суперспособности.

## Появление вне комиксов

### Телевидение
Информация о фильмах про Люка Кейджа и Железного кулака неоднократно всплывала на протяжении последних десяти лет, а с ролью Кейджа даже связывали Джейми Фокса, но герои так и не добрались до большого экрана. Однако компании Marvel и Netflix объявили о партнерстве в создании четырёх новых телевизионных проектов, посвящённых Сорвиголове, Джессике Джонс, Железному кулаку и Люку Кейджу. Сериалы начали выходить с 2015 года
Одним из претендентов на роль был Идрис Эльба.
- Перед запуском индивидуального сериала Люк Кейдж появился в сериале «Джессика Джонс» (Marvel’s Jessica Jones)[13]. Роль Люка Кейджа исполнил Майкл Колтер. Позже персонаж появился в заключительной серии третьего сезона.

Логотип телесериала «Люк Кейдж».

- Логотип телесериала «Люк Кейдж».Майкл Колтер вернулся к роли Кейджа в одноимённом сериале, рассказывающем о судьбе персонажа после событий «Джессики Джонс», а также показывающем историю того, как он получил свои способности. Сериал был продлён на второй сезон.
- Майк Колтер исполнил роль Кейджа в сериале-кроссовере «Защитники», где персонаж объединился с Сорвиголовой, Джессикой Джонс и Железным кулаком.
- Упоминается во втором сезоне «Плащ и Кинжал».

### Мультсериалы
- Появлялся в комедийном мультсериале «Отряд супергероев».
- Является одним из действующих лиц в мультсериале «Совершенный Человек-Паук», где его озвучил Оджи Бэнкс. Там он является подростком и членом команды молодых супергероев, которую создал Ник Фьюри.
- В мультсериале «Мстители: Могучие герои Земли» Люк Кейдж появляется в 5 серии 2 сезона (был озвучен Лореном Лестером), где вместе с Железным кулаком ищет вора, укравшего у Хэнка Пима костюм Человека-муравья. Позже Люк Кейдж и Железный кулак объединяются с Человеком-пауком, Росомахой, Воителем и Существом для битвы с Кангом-Завоевателем в то время, как Мстители по вине злодея временно бездействуют. В финальной серии Люк Кейдж с другими героями Земли сражается против Галактуса и его герольдов.

### Игры
- Играбельный персонаж в «Marvel Ultimate Alliance» и «Marvel Ultimate Alliance 2».
- Появлялся в игре «Spider-Man: Web of Shadows».Там же он «учил» Человека-паука действовать против банд. Позже был спасен им-же.
- Играбельный персонаж в «Marvel: Future Fight» на Android и iOS.
- Играбельный персонаж в «Marvel: Contest of Champions» на Android и iOS.
- Играбельный персонаж в «Marvel Heroes 2016».
- Играбельный персонаж в «Lego Marvel: Super Heroes».
- Играбельный персонаж в «Lego Marvel's Avengers».
- Играбельный персонаж в «Disney Infinity: Marvel Super Heroes».
- Играбельный персонаж в «Lego Marvel Super Heroes 2», также там появляется его нуарная версия.

## Критика и отзывы
В мае 2011 года, Люк Кейдж занял 72 место в списке «Сто лучших персонажей комиксов всех времён» по версии IGN.

## Влияние
Фамилию этого героя комиксов Николас Кейдж взял себе в качестве псевдонима, потому что не хотел использовать в своей карьере актёра фамилию своего знаменитого дяди — Фрэнсиса Форда Копполы.